# Liste der Monuments historiques in Chadenac
Die Liste der Monuments historiques in Chadenac führt die Monuments historiques in der französischen Gemeinde Chadenac auf.

## Liste der Bauwerke
| Bezeichnung      | Beschreibung              | Standort | Kennzeichnung | Schutzstatus | Datum | Bild           |
| ---------------- | ------------------------- | -------- | ------------- | ------------ | ----- | -------------- |
| Kirche St-Martin | Erbaut im 12. Jahrhundert | (Lage)   | PA00104638    | Classé       | 1883  | weitere Bilder |

## Liste der Objekte
Zum Verständnis siehe: Kirchenausstattung
| Bezeichnung                      | Beschreibung                       | Standort                       | Kennzeichnung | Schutzstatus | Datum | Bild |
| -------------------------------- | ---------------------------------- | ------------------------------ | ------------- | ------------ | ----- | ---- |
| Altar mit Retabel und Tabernakel | Holz, vergoldet 19. Jahrhundert    | in der Kirche St-Martin (Lage) | PM17002066    | Inscrit      | 2005  |      |
| Tabernakel (Nr. 1)               | Holz, vergoldet, 19. Jahrhundert   | in der Kirche St-Martin (Lage) | PM17002068    | Inscrit      | 2005  |      |
| Hauptaltar                       | Holz, vergoldet, um 1800           | in der Kirche St-Martin (Lage) | PM17002067    | Inscrit      | 2005  |      |
| Tabernakel (Nr. 2)               |                                    | in der Kirche St-Martin (Lage) | PM17001730    | Inscrit      | 2005  |      |
| Zwei Chorstühle                  | Holz, 18. Jahrhundert              | in der Kirche St-Martin (Lage) | PM17001290    | Inscrit      | 1982  |      |
| Borne militaire                  | Stein, gallo-römisch               | in der Kirche St-Martin (Lage) | PM17001291    | Inscrit      | 1982  |      |
| Missionskreuz                    |                                    | in der Kirche St-Martin (Lage) | PM17001805    | Inscrit      | 1997  |      |
| Bemalter Vorhang                 | Stoff, Anfang des 20. Jahrhunderts | in der Kirche St-Martin (Lage) | PM17001967    | Inscrit      | 2003  |      |